# Heliosciurus gambianus
Lo scoiattolo del Gambia (Heliosciurus gambianus Ogilby, 1835) è un roditore della famiglia degli Sciuridi.

## Descrizione
Ha un mantello maculato color bruno-oliva, gli occhi cerchiati di bianco. La sua coda ha 14 anelli.

## Biologia
È uno scoiattolo terricolo e arboricolo.

## Distribuzione
La specie è presente in Angola, 
Benin, 
Burkina Faso, 
Ciad, 
Costa d'Avorio, 
Eritrea, 
Etiopia, 
Gambia, 
Ghana, 
Guinea, 
Guinea-Bissau, 
Kenya, 
Liberia, 
Nigeria, 
Repubblica del Congo,
Repubblica Democratica del Congo, 
Senegal, 
Sierra Leone, 
Sudan, 
Tanzania, 
Togo, 
Uganda, 
Zambia.